# Pedro Castillo
José Pedro Castillo Terrones [hosé pédro castíjo terónes], perujski politik, sindikalist in učitelj, * 19. oktober 1969, Puña, Peru.
S tesno večino je zmagal na predsedniških volitvah leta 2021 kot kandidat stranke Svobodni Peru in 28. julija 2021 postal predsednik Republike Peru. Vse od začetka mandata se je soočal z nasprotovanjem perujskega kongresa, ki ga je dvakrat poskušal odstaviti z ustavnimi obtožbami, in glavnih medijev v državi. 7. decembra je razglasil izredne razmere in poskušal razpustiti kongres, ki je blokiral njegove ukrepe in pripravljal novo obtožbo, kongres pa je še isti dan izglasoval obtožbo in ga odstavil. Castillo je bil aretiran in obtožen upora ter izdaje; na položaju ga je nadomestila takratna prva podpredsednica Dina Boluarte.